# Liste der Stolpersteine in Konz
In der Liste der Stolpersteine in Konz werden die vorhandenen Gedenksteine aufgeführt, die im Rahmen des Projektes Stolpersteine des Künstlers Gunter Demnig in den Ortsgemeinde Konz (Stadt) bisher verlegt worden sind.
| Adresse                                     | Name               | Inschrift | Verlegedatum       | Bild | Anmerkung                                                                  |  |
| ------------------------------------------- | ------------------ | --- | ------------------ | ---- | -------------------------------------------------------------------------- |  |
| Brotstraße 3 · OT Oberemmel · () ·          | Jakob Herrmann     | Hier wohnte Jakob Herrmann Jg. 1889 deportiert 1942 ermordet in Auschwitz                                                       | 20. November 2007  |      | geboren am 11. November 1889 in Oberemmel Vorname lt. Bundesarchiv : Jacob |  |
| Brotstraße 3 · OT Oberemmel · () ·          | Sophie Herrmann    | Hier wohnte Sophie Herrmann geb. Lorig Jg. 1895 deportiert 1942 ermordet in Auschwitz                                           | 20. November 2007  |      | geboren am 12. Juni 1895 in Butzweiler                                     |  |
| Brotstraße 3 · OT Oberemmel · () ·          | Walter Herrmann    | Hier wohnte Walter Herrmann Jg. 1922 deportiert 1942 ermordet in Auschwitz                                                      | 20. November 2007  |      |                                                                            |  |
| Brotstraße 3 · OT Oberemmel · () ·          | Siegfried Herrmann | Hier wohnte Siegfried Herrmann Jg. 1925 deportiert 1942 Auschwitz überlebt                                                      | 20. November 2007  |      | geboren am 11. Dezember 1925 in Oberemmel                                  |  |
| Scharzbergstraße 9 OT Oberemmel             | Bertha Kallmann    | Hier wohnte Bertha Kallmann Jg. 1889 deportiert 1942 Theresienstadt 1944 Auschwitz ermordet                                     | 19. März 2024      |      |                                                                            |  |
| Scharzbergstraße 9 OT Oberemmel             | Rosa Kallmann      | Hier wohnte Rosa Kallmann gverh. Collinet Jg. 1892 deportiert 1941 Lodz/Litzmannstadt ermordet                                  | 19. März 2024      |      |                                                                            |  |
| Scharzbergstraße 9 OT Oberemmel             | Fanny Kallmann     | Hier wohnte Fanny Kallmann Geb. Herrmann Jg. 1863 deportiert 1942 Theresienstadt Ermordet 9.2.1943                              | 19. März 2024      |      |                                                                            |  |
| Scharzbergstraße 9 OT Oberemmel             | Heymann Kallmann   | Hier wohnte Heymann Kallmann Jg. 1861 deportiert 1942 Theresienstadt Ermordet 3.2.1943                                          | 19. März 2024      |      |                                                                            |  |
| Kirchstraße 45 OT Oberemmel                 | Jules Herrmann     | Hier wohnte Jules Herrmann Jg. 1912 Flucht 1933 Elsass Resistance überlebt                                                      | 22. Juni 2025      |      |                                                                            |  |
| Kirchstraße 45 OT Oberemmel                 | Margot Herrmann    | Hier wohnte Margot Herrmann Jg. 1916 Flucht 1933 Elsass interniert 1942 Casseneuil überlebt                                     | 22. Juni 2025      |      |                                                                            |  |
| Kirchstraße 45 OT Oberemmel                 | Mathilde Herrmann  | Hier wohnte Mathilde Herrmann Geb. Cohen Jg. 1882 Flucht 1933 Elsass interniert 1942 Casseneuil überlebt                        | 22. Juni 2025      |      |                                                                            |  |
| Kirchstraße 45 OT Oberemmel                 | Max Herrmann       | Hier wohnte Max Herrmann Jg. 1878 Flucht 1933 Elsass überlebt                                                                   | 22. Juni 2025      |      |                                                                            |  |
| Kirchstraße 45 OT Oberemmel                 | Gerta Herrmann     | Hier wohnte Gerta Herrmann Jg. 1918 Flucht 1933 Elsass interniert 1942 Casseneuil überlebt                                      | 22. Juni 2025      |      |                                                                            |  |
| (Martinstraße 14) Wiltingerstraße 48 · () · | Marianne Levy      | Hier wohnte Marianne Levy Jg. 1883 deportiert 1942 ermordet in Auschwitz                                                        | 28. Oktober 2008   |      | geboren am 12. November 1883 in Konz                                       |  |
| (Martinstraße 14) Wiltingerstraße 48 · () · | Mathilde Levy      | Hier wohnte Mathilde Levy Jg. 1885 deportiert 1942 ermordet in Auschwitz                                                        | 28. Oktober 2008   |      |                                                                            |  |
| Römerstraße 49                              | Max Glass          | Hier wohnte Max Glass JG. 1912 Mehrmals verurteilt §175 Gefängnis Wittlich 1939 Vorbeugehaft 1941 Buchenwald Ermordet 26.5.1942 | 13. September 2021 |      |                                                                            |  |